# Alex Al-Ameen
Alex Al-Ameen (ur. 2 marca 1989) – nigeryjski lekkoatleta, płotkarz. Do końca maja 2014 reprezentował Wielką Brytanię.
Po zmianie barw narodowych wystartował na igrzyskach Wspólnoty Narodów w Glasgow, podczas których zajął 7. miejsce w finale biegu na 110 metrów przez płotki. Srebrny medalista mistrzostw Afryki z Marrakeszu (2014).
Stawał na podium mistrzostw Wielkiej Brytanii oraz Nigerii.
Rekordy życiowe: bieg na 60 metrów przez płotki (hala) – 7,85 (8 lutego 2014, Sheffield); bieg na 110 metrów przez płotki – 13,54 (24 kwietnia 2014, Clermont).

## Osiągnięcia
| Rok  | Impreza                     | Miejsce   | Konkurencja                     | Pozycja    | Wynik |
| ---- | --------------------------- | --------- | ------------------------------- | ---------- | ----- |
| 2008 | Mistrzostwa świata juniorów | Bydgoszcz | bieg na 110 metrów przez płotki | półfinał   | 14,14 |
| 2014 | Igrzyska Wspólnoty Narodów  | Glasgow   | bieg na 110 metrów przez płotki | 7. miejsce | 13,77 |
| 2014 | Mistrzostwa Afryki          | Marrakesz | bieg na 110 metrów przez płotki | 2. miejsce | 13,78 |